# Edificio del Banco Mercantil de Bolivia
El Edificio del Banco Mercantil de Bolivia es un edificio de estilo victoriano localizado en el Barrio Histórico de Antofagasta, actualmente este inmueble es utilizado por la Policía de Investigaciones de Chile.

## Historia
Fue construido en 1913 gracias a los recursos de un importante empresario minero de la época, el boliviano Simón I. Patiño, conocido en ese entonces como el Rey del Estaño, para resguardar el capital de los empresarios de Bolivia en las costas del Pacífico.
Luego que dejara de ser sede financiera tuvo varios usos, entre ellos ser parte del gran Hotel Belmont, y luego el inmueble permaneció cerrado por unos años.
En 1991, por su relevancia histórica y arquitectónica fue declarado Monumento Histórico junto al inmueble colindante.
En 2003 el inmueble se destina a la Subsecretaría de Investigaciones para el funcionamiento de la 2.ª Zona Policial, actual Prefectura Regional de Antofagasta. En 2007 se entregaron los trabajos de restauración llevados a cabo por la Dirección de arquitectura MOP, con una superficie de 1.070,35 m² originales restaurados y 1.797,24 m² de obra nueva.

## Arquitectura
Su estructura es a partir de hormigón con refuerzos de piezas metálicas. Destaca por su armoniosa fachada principal, que contiene un particular juego de cornisas y pilastras. Posee una simetría en sus ventanas y ante techo de balaustres, con un bow-window central de doble altura. Uno de los elementos arquitectónicos -que más sobresalen del inmueble- son sus dos cúpulas ubicadas en cada esquina. Su alineación responde a criterios marítimos, dado que señalaría en tiempos pretéritos a navegantes la dirección segura para sortear el escaso fondo y peligrosa rompiente de la costa del sector, complementándose con la función del Cerro El Ancla.